# 海沃德 (加利福尼亞州馬里波薩縣)
海沃德（英語：Hayward）是位於美國加利福尼亞州馬里波薩縣的一個非建制地區。該地的面積和人口皆未知。

## 地理
海沃德的座標為37°38′34″N 120°22′17″W / 37.64278°N 120.37139°W，而該地的平均海拔高度為196米（即643英尺）。